# Dmitri Alexandrowitsch Pospelow

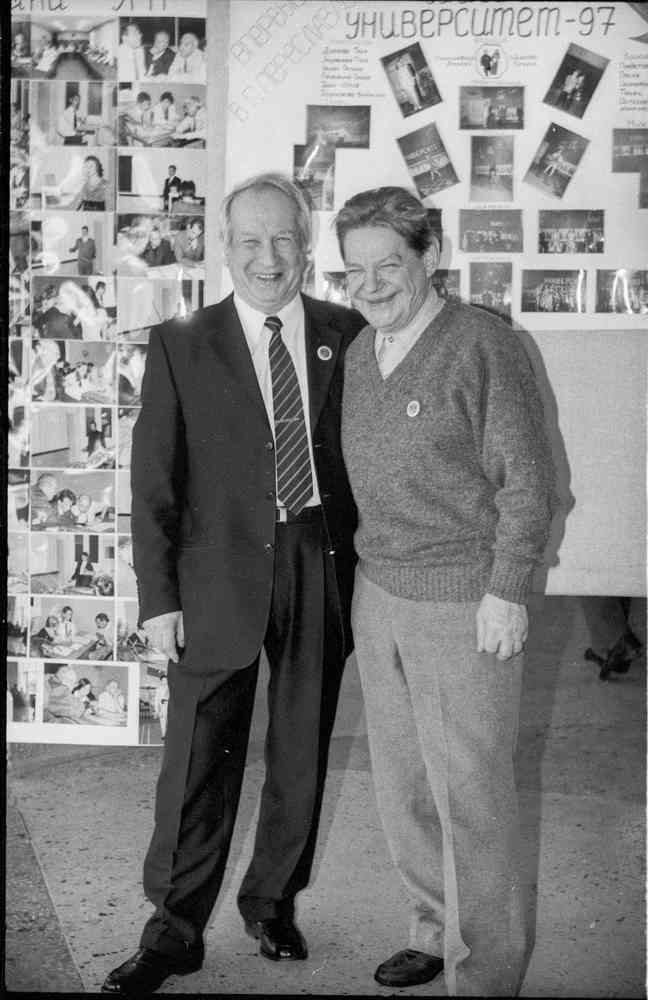
Dmitri Alexandrowitsch Pospelow (rechts) mit Alfred Alaimasjan (1998)

Dmitri Alexandrowitsch Pospelow (russisch Дмитрий Александрович Поспелов; * 19. Dezember 1932 in Moskau; † 30. Oktober 2019 ebenda) war ein sowjetischer bzw. russischer Kybernetiker, Informatiker und Hochschullehrer.

## Leben
Pospelow studierte an der Lomonossow-Universität Moskau in der Mechanik-Mathematik-Fakultät mit Abschluss 1956. Darauf arbeitete er im Moskauer Energetischen Institut (MEI). Dort absolvierte er die Aspirantur und verteidigte 1964 seine Dissertation über die Lösung einiger Probleme bei der Entwicklung von Rechensystemen mit Erfolg für die Promotion zum Kandidaten der technischen Wissenschaften. 1967 verteidigte er seine Doktor-Dissertation über Probleme der Theorie der Rechensysteme mit Erfolg für die Promotion zum Doktor der technischen Wissenschaften.
Ab 1968 arbeitete Pospelow im Moskauer Rechenzentrum (seit 2000 Dorodnizyn-Rechenzentrum) der Akademie der Wissenschaften der UdSSR (AN-SSSR, seit 1991 Russische Akademie der Wissenschaften (RAN)) und leitete die Abteilung für Künstliche Intelligenz (bis 1998). Zur Entwicklung von Prototypen einer neuen Computergeneration leitete er zum einen ein sowjetisch-ungarisches Projekt eines logischen Daten-Rechensystems und zum anderen ein Projekt mit der Tschechoslowakei, Bulgarien und Polen für Parallelarchitektur, Mikroelektronik und intelligente Entscheider. Mit Modest Haase-Rapoport schrieb er ein Buch über Modelle der Verhaltensweisen von der Amöbe bis zum Roboter, das 1987 erschien (mit Neuauflagen 2004, 2011 und 2019).
Neben seiner Forschungs- und Entwicklungsarbeit lehrte Pospelow seit 1968 als Professor am Moskauer Institut für Physik und Technologie (MFTI). Zu seinen Schülern gehörten Anatoli Welkin und Gennadi Ossipow.
Pospelow war Vizevorsitzender des Wissenschaftsrats für Künstliche Intelligenz der Abteilung für Informatik, Computertechnik und Automatisierung der AN-SSSR, Vizevorsitzender des Wissenschaftsrats für Kybernetik beim Präsidium der AN-SSSR, Leiter des internationalen Laboratoriums für Künstliche Intelligenz der UNESCO beim Institut für Programmier-Systeme (IPS) der RAN in Weskowo bei Pereslawl-Salesski und Leiter des Wolga-Wissenschaft-Technik-Komplexes für intelligente Systeme (WNTK, Filiale der Staatlichen Technischen Universität Wolgograd) der RAN. Er war seit 1989 Präsident der sowjetischen und dann russischen Assoziation für Künstliche Intelligenz, seit 1991 Vorsitzender des Rats der russischen Assoziation für Unscharfe Systeme und seit 1994 Präsident der Assoziation für Datentechnologie und Computersysteme in der Medizin. Von 1998 bis 2003 war er Vorsitzender des Programm-Komitees der jährlichen internationalen Konferenz über weiche Berechnungen und Bemessungen.